# Andrea M. Ghez
Pour les articles homonymes, voir Ghez.
Andrea Mia Ghez (née le 16 juin 1965 à New York) est une astronome et universitaire américaine, professeure au département de physique et d'astronomie de l'Université de Californie à Los Angeles (UCLA). En 2004, le magazine Discover l'a classée parmi les 20 scientifiques américains les plus doués de leur domaine.
En 2020, elle reçoit le prix Nobel de physique, conjointement avec Reinhard Genzel et Roger Penrose, pour « la découverte d'un objet compact supermassif au centre de notre galaxie » , autrement dit Sagittarius A*, à la fin des années 1990.

## Biographie

### Enfance et formation
Andrea Mia Ghez, d’origine Juive Tunisienne, grandit à Chicago (États-Unis). Le programme Apollo lui inspire une carrière en astronautique. Elle étudie d'abord les mathématiques, puis la physique. Elle obtient un BS en physique du Massachusetts Institute of Technology en 1987, puis un Ph.D. en 1992 au California Institute of Technology (CalTech), sous la supervision de l'astronome Gerald Neugebauer.

### Carrière
Entre 1995 et 1997, Andrea Ghez et son équipe utilisent un télescope de l'observatoire W. M. Keck à Hawaï pour étudier les étoiles situées au centre de la Voie Lactée. Leurs observations leur permettent de conclure, en 1998, à l'existence du trou noir supermassif Sagittarius A*. 
L'équipe de Reinhard Genzel conduit le même type de recherches en Europe et les deux équipes, indépendantes l'une de l'autre, contribuent à améliorer les connaissances scientifiques sur les trous noirs. 
Andrea Ghez poursuit ses recherches et publie en 2008 une estimation de la masse de Sagittarius A*, soit 4,1 millions de fois celle du Soleil,. Elle se base pour cette estimation sur l'orbite de l'étoile S0-2, et continue à étudier la trajectoire de cette étoile. C'est ainsi qu'en 2019, les résultats de ses mesures du décalage vers le rouge lors des déplacements de S0-2 montrent que la théorie de la relativité générale d’Einstein s'applique, en l'état actuel des connaissances,. 

### Engagements
Andrea Ghez s'implique pour inciter les filles à s'engager dans des carrières scientifiques. Elle publie en 1995, avec Judith Love Cohen, un livre pour enfants intitulé You can be a woman astronomer.

## Distinctions
En 1994, Andrea Ghez reçoit le Prix d'astronomie Annie J. Cannon ; suivront le prix Newton Lacy Pierce en astronomie en 1998 et, en 1999, le Maria Goeppert Mayer Award pour ses travaux sur l'interférométrie des tavelures au sein de l'Observatoire W. M. Keck. En 2004, elle reçoit le prix Sackler de l'Université de Tel Aviv pour avoir établi la masse du trou noir supermassif de notre galaxie. Elle obtient également en 2012 le prix Crafoord en astronomie, dont Reinhard Genzel est co-récipiendaire. 
En 2020, elle reçoit le prix Nobel de physique avec deux autres scientifiques, Reinhard Genzel et Roger Penrose,. Elle est la 4ème femme à remporter ce prix,. 
En 2025, elle reçoit le prix Rumford.

## Publications principales
- (en) The Multiplicity of T Tauri Stars in the Taurus-Auriga & Ophiuchus-Scorpius Star Forming Regions: A 2.2 micron Imaging Survey, 1993, AJ, 106, 2005.
- (en) High Spatial Resolution Imaging of Pre-Main Sequence Binary Stars: Resolving the Relationship Between Disks and Close Companions, 1997, ApJ, 490, 353.
- (en) High Proper Motions in the Vicinity of Sgr A*: Unambiguous Evidence for a Massive Central Black Hole, 1998, ApJ, 509 678.
- (en) The Accelerations of Stars Orbiting the Milky Way's Central Black Hole, 2000, Nature, 407, 349.
- (en) The First Measurement of Spectral Lines in a Short-Period Star Bound to the Galaxy's Central Black Hole: A Paradox of Youth, 2003, ApJLetters, 586, 126.
- (en) "Measuring Distance and Properties of the Milky Way's Central Supermassive Black Hole with Stellar Orbits", 2008, ApJ, 689, 1044.